# Christine Borland
Pour les articles homonymes, voir Borland.
Christine Borland (née en 1965) est une artiste écossaise née à Darvel, Ayrshire, en Écosse.
Borland est l'un des Young British Artists (YBA — [Jeunes artistes britanniques]) et a été nommée pour le prix Turner en 1997 (remporté par Gillian Wearing) pour son travail From Life au Tramway, Glasgow. Borland travaille et vit à Kilcreggan, Argyll en tant que professeur BALTIC à l'Institut d'art contemporain BxNU.

## Biographie
Borland étudie l'art environnemental à la Glasgow School of Art et obtient par après une maîtrise de l'Université d'Ulster en 1988. Elle a été membre du comité de Transmission Gallery, Glasgow de 1989 à 1991. En 2004, elle est devenue l'une des cinq artistes récompensées par le prestigieux programme Glenfiddich Artist in Residence. En 2012, elle a été nommée professeur de l'Université BALTIC de Northumbria — où elle dirige l'Institut d'art contemporain de Newcastle. Il s'agit d'une collaboration entre l'Université de Northumbria et le BALTIC Center for Contemporary Art.
Borland est l'un des principaux membres des artistes qui ont contribué à la transformation de Glasgow dans les années 1990 en tant que plaque tournante des arts contemporains internationalement reconnue. Au cours d'une carrière internationale de 25 ans, Borland est reconnue pour ses projets interdisciplinaires avec d'autres domaines, tels que la science médicale et la médecine légale, pour explorer des idées liées à l'histoire de la médecine, à l'éthique médicale et à la génétique humaine. Elle a déclaré : « Le cœur de ce que j'essaie de discuter est très sombre, très fort et passionné, et si vous pouvez y parvenir grâce à un processus assez rationnel, je pense que cela devient plus puissant et, surtout, plus puissant pour le spectateur ».

## Pratique
Christine Borland travaille la sculpture, la gravure et la photographie et avec une variété de matériaux dont le verre, la porcelaine, le tissu et le bronze. Elle nous demande souvent de considérer la fragilité de la vie humaine et la manière dont elle est valorisée par les systèmes sociaux et les institutions. La pratique de Borland met en évidence la dépersonnalisation de l'identité d'un individu dans les pratiques médicales modernes, et son travail tente de retrouver la physicalité et l'identité. Borland s'interroge sur la manière dont nous identifions le fait scientifique, l'objectivité et la vérité avec les formes traditionnelles et conventionnelles de matériel d'art, comme le bronze ou la céramique, ainsi que les nouvelles technologies.
Le travail de Borland From Life, a été nommé pour le prix Turner en 1997. Elle commence avec le squelette d'une personne disparue qu'elle a achetée légalement à une société de fournitures médicales et l'a reçue par la poste, puis a travaillé avec la médecine, la médecine légale, la justice et la police pour obtenir des informations sur la personne. Le produit final est une exposition du squelette, une fonte en bronze de la tête utilisant la reconstruction faciale. C'était une tentative de reconquérir l'identité individuelle du squelette et de transformer un objet objectif en un être humain compris et spécifique.
En novembre 1996, à la Sean Kelly Gallery, elle présente l'œuvre « Second Class Male, Second Class Female » (un homme de seconde classe, une femme de seconde classe), dans laquelle elle reconstitue les têtes de deux personnes.
L'Homme Double est exposé pour la première fois en 1997. Borland a demandé à six artistes de formation académique différents de réaliser un portrait en argile du célèbre criminel de guerre nazi, Josef Mengele, autrement connu sous le nom d'« ange de la mort ». Borland a obtenu deux portraits en noir et blanc granuleux et une brève description de l'apparence physique de Mengele par des survivants d'Auschwitz. Cette même information a été fournie aux six artistes et a été utilisée pour créer des portraits en buste. Les bustes sont tous différents, chacun présenté sur un simple cadre en bois comme s'il venait directement de l'atelier de l'artiste. Chacun est fait d'argile et laissé non cuit, soulignant le manque général de certitude et de finalité. Vus ensemble, les six portraits ne fournissent pas une identité claire, reconnaissable et singulière, mais un certain nombre de possibilités.
The Dead Teach the Living (1997), initialement exposé au Munster Sculpture Project en Allemagne en 1997, est un groupe de têtes reconstruites par ordinateur coulées dans du plâtre blanc qui montrent différents stéréotypes raciaux.
After a True Story - Giant and Fairy Tales (1997) montre une impression négative des restes squelettiques d'un nain du XVIIIe siècle et les met en contraste avec un géant du XIXe siècle.
Phantom Twins (1997), se compose de "poupées" en cuir contenant de vrais squelettes fœtaux.

## Expositions (sélection)
- Second Class Male, Second Class Female, novembre 1996
- L'Homme Double, 1997, Galerie Lisson
- The Dead Teach the Living , 1997, Skulpture Projekte Münster, Münster Allemagne
- Les expositions personnelles incluent le Fabric Workshop and Museum (Philadelphie), Dundee Contemporary Arts, De Appel (Amsterdam), Fundação Serralves (Lisbonne), Museum für Gegenwartskunst (Zurich) et Cast From Nature, Camden Arts Centre (Londres).
- En 2015, elle a collaboré avec Brody Condon sur Circles of Focus, présenté au CCA Glasgow.

## Collections (sélection)
- Galerie nationale écossaise d'art moderne, Édimbourg[11]

## Voir également
- Art au Royaume-Uni